# Mischocyttarus hirsutus
Mischocyttarus hirsutus är en getingart som beskrevs av Richards 1945. Mischocyttarus hirsutus ingår i släktet Mischocyttarus och familjen getingar. Inga underarter finns listade i Catalogue of Life.